# Uppstått har Jesus, hurra, hurra
Uppstått har Jesus, hurra, hurra är en påskpsalm av Margareta Melin, skriven 1971. Melodin skrevs av Lars Åke Lundberg 1972. Psalmen består av tre verser med refrängen: Uppstått har Jesus, som också sjungs alldeles i början.

## Publicerad som
- 1986 års psalmbok som nummer 612 under rubriken "Barn och familj".
- Psalmer och Sånger 1987 som nummer 520 under rubriken "Kyrkoåret - Påsk"[1]
- Hela familjens psalmbok 2013 som nummer 96 under rubriken "Hela året runt".[2]
- Sång i Guds värld Tillägg till Svensk psalmbok för den evangelisk-lutherska kyrkan i Finland 2015 som nummer 853 under rubriken "Kyrkoåret"